# Schloss Frauenbühl

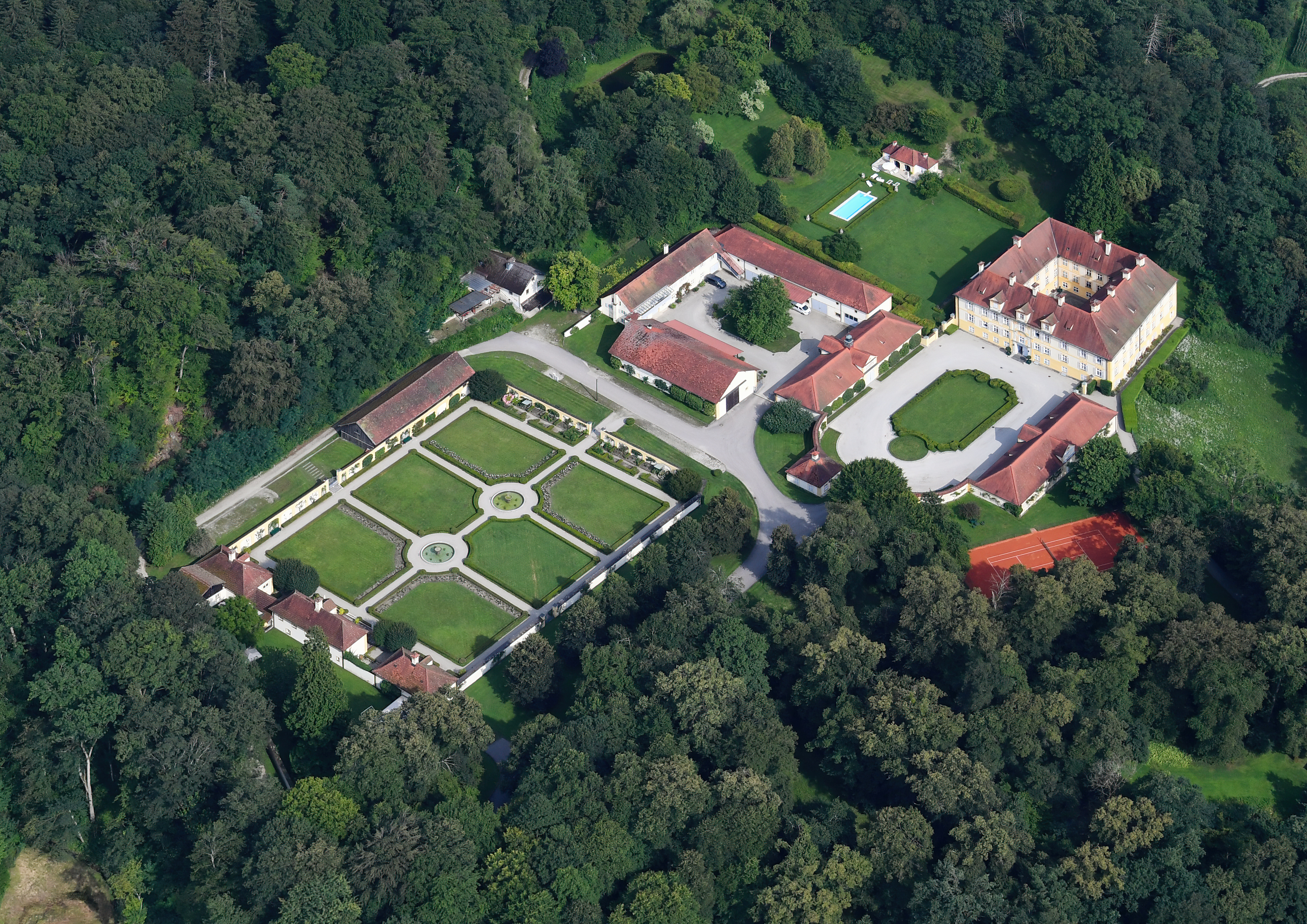
Schloss Frauenbühl aus der Luft gesehen

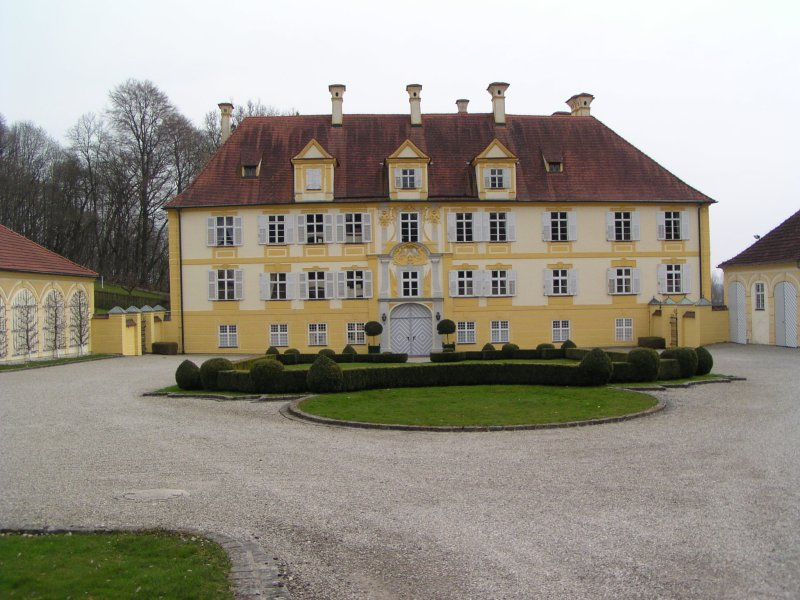
Schloss Frauenbühl heute

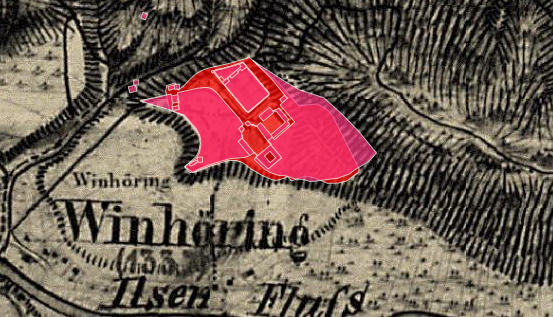
Lageplan von Schloss Frauenbühl auf dem Urkataster von Bayern

Das Schloss Frauenbühl (auch Schloss Winhöring genannt) liegt in der Gemeinde Winhöring im Landkreis Altötting von Bayern (Toerringstraße 1). Es ist unter der Aktennummer D-1-71-137-7 als Baudenkmal verzeichnet. „Untertägige spätmittelalterliche und frühneuzeitliche Befunde im Bereich von Schloss Frauenbühl in Winhöring und seiner Vorgängerbauten mit zugehörigem Wirtschaftshof, barocken Gartenanlagen und Schloßkapelle Hl. Drei Könige“ werden als Bodendenkmal unter der Aktennummer D-1-7741-0227 geführt.

## Geschichte
Das Schloss Frauenbühl war Teil der Hofmark Winhöring, benannt nach einem Winiher, wobei der Ort zu der ältesten Siedlungsstufe durch die Bayern zählt. Die erste urkundliche Erwähnung von Winhöring stammt vom 13. Februar 816 in den Traditionen des Hochstifts Freising, damals schenkte ein Rihpert ad Uuiniheringum verschiedene Grundstücke. Im Mai 842 bestätigte Papst Leo IV. dem Salzburger Erzbischof Thietmar gegen eine jährliche Zinszahlung den Lehensbesitz an dem päpstlichen Hof Winheringen. Papst Benedikt VIII. vertauschte im November Winhöring, Antiesen und Wolinbach an Kaiser Heinrich II. gegen ein anderes Gut. Heinrich II. schenkte diese Güter zu seinem Seelenheil dem Domkapitel des neu von ihm gegründeten Bistums Bamberg. Die Hofmark Winhöring verblieb bis 1554 im Eigentum des Domkapitels. Allerdings wurde Winhöring nicht direkt vom Bamberger Domkapitel verwaltet, sondern gegen einen guten Zins von 180 rheinischen Gulden an angesehene Ritter verpachtet, welche die Funktion eines Amanns ausübten. Der erste namentlich bekannte ist 1357 Seifried von Törring, der dieses Amt drei Jahre lang ausübte. 1362 wurde Winhöring an Ulrich den Rabensteiner verpfändet, später wurde es bis 1384 wieder an Seifried von Törring verpfändet, danach war es einige Zeit in der Hand der Witwe Agnes, einer geborenen Grans von Uttendorf, dieses Törringers. Danach wurde aufgrund von Erbansprüchen des Johann von Abensberg diesem 1395 der pfandweise Besitz von Winhöring zugestanden. Nach dem Tod Johanns von Abensberg († 1397) wurde Winhöring von den Bamberger Dompröpsten Johann von Haydeck und Martin von Lichtenstein verwaltet. Wegen Schwierigkeiten mit den Untertanen wurde das Amt an Wilhelm von Fraunhofen verliehen. Dieser erwarb zwei Güter auf dem Frauenbüchl und errichtete dort das Schloss Frauenbühl. Dieses war zuerst im Besitz des Georg Friesenheimer, Zöllner zu Ötting († 1467), dann kam es an dessen Sohn Heinrich, Erbrichter zu Winhöring. 1506 gelangte es durch Kauf oder Erbe an Wolfgang Kluegheimer, 1510 durch Heirat an die Pelkhover und am 2. Juli 1532 an Hans Rueland durch Kauf von Caspar Pelkhover. Nach dem Tod des Rueland wurde Frauenbühl unter dessen zehn Kindern aufgeteilt und kam bald auf Gant. Am 17. Dezember 1548 wurde Frauenbühl an Freiherr Johann Veit von Törring verkauft (s. u.).
Wilhelm von Fraunhofen unterhöhlte die Ansprüche der Grundherrschaft Bamberg, indem er Erbgerechtigkeiten seiner Untertanen aufkaufte oder indem er Amann Anwesen an die Trenbeck zu Burchfried verlieh, wobei diese sich das freie Eigentum über diese Güter anmaßten. Bei einem Prozess vor dem herzoglichen Hofgericht zu Landshut wurde dem Domkapitel am 2. Dezember 1429 auferlegt, diese Güter zurückzukaufen. In einem Urbar von 1468 gehörten zur Hofmark Winhöring 273 zinsende Höfe, die beträchtlichen Einnahmen von 238 Pfund und 61 Pfennigen fielen dem Domkapitel Bamberg zu. Am 4. November 1554 erwarben der bayerische Kammerrat Georg von Gumppenberg zu Pöttmes und Eurenbach und seine Gemahlin Maria, geborene von Seibersdorf, u. a. das Amt Winhöring. Das Domkapitel behielt sich zuerst ein Wiederlosungsrecht vor, aber auch dieses wurde 1560 gegen Geld abgelöst. Die Güter der Hofmark Winhöring galten weiterhin als Bamberger Lehen, die bei jedem Mann- oder Herrenfall erneut verliehen werden mussten.

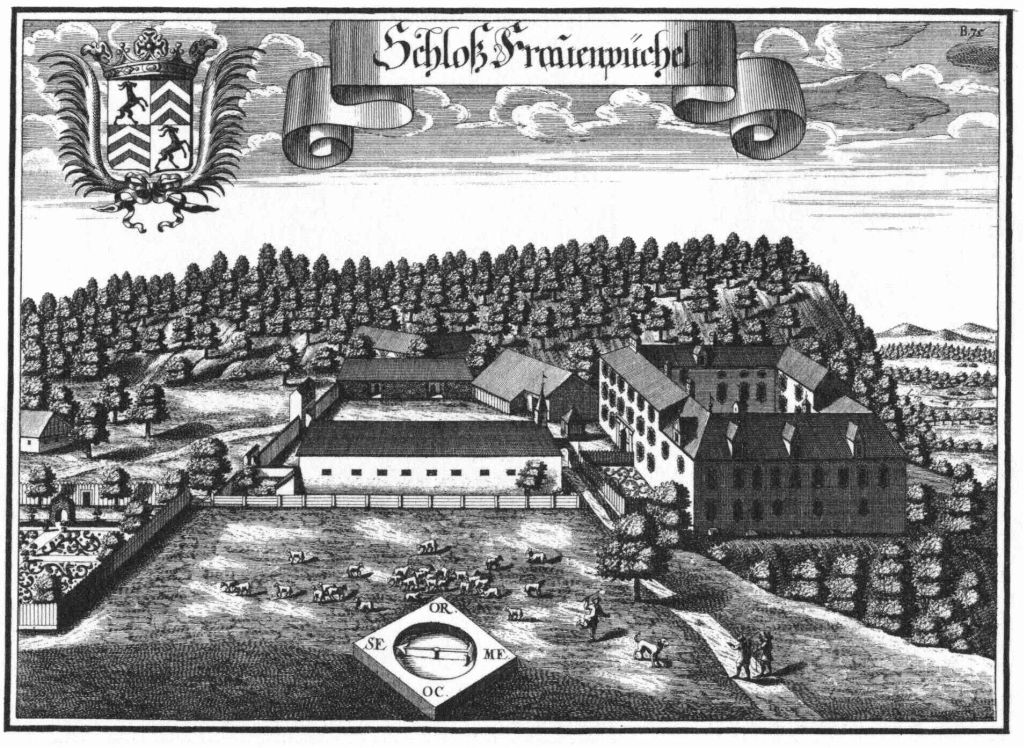
Schloss Frauenbühl nach einem Kupferstich von Michael Wening von 1721

Georg von Gumppenberg hatte ebenfalls Schwierigkeiten mit aufständischen Untertanen und mit seinem Lehensherrn. Deshalb verkaufte er den Besitz an Winhöring 1567 seinem Freund Johann Veit von Törring zu Tüßling und Jettenbach. Nach dessen Tod († 1582) wurde Winhöring von Vormündern seiner Söhne verwaltet, die dann 1583 gemeinsam belehnt wurden. Am 21. März 1621 kam es zu einer Erbteilung: Die Hofmark Winhöring und die Sitze Frauenbühl und Tüßling gingen an Hans Veit II., andere Teile mit Jettenbach und Mögling gingen an Hans Sigmund. Durch die Heirat der Tochter Maria des ohne Sohn gebliebenen Hans Veit mit dem Markgrafen Nestor Pallavicini kamen die Besitzungen an letzteren. Wegen angehäufter Schulden musste dieser Winhöring an den kurfürstlichen Ratskanzler und Pfleger von Rosenheim Bartholomäus Richel verkaufen. Dieser konnte am 22. Februar 1644 vom Papst die Aufhebung des Lehensverhältnisses zum Domkapitel Bamberg erreichen und aufgrund eines kurfürstlichen Gnadenbriefes von Maximilian die Inkorporierung der Sitze Burgfried und Frauenbühl zugesprochen bekommen. Nach drei Generationen war der Besitz wiederum so hoch verschuldet, dass Maximilian Josef Freiherr von Richel am 8. Mai 1717 Winhöring an die verwitwete Gräfin Maria Ursula von Törring verkaufen musste. Feldmarschall Graf Ignaz von Toerring ließ das Schloss 1721–1730 im Barockstil umbauen. Das Schloss Frauenbühl ist heute noch im Besitz dieser Familie.
Die Geschichte der Hofmark Winhöring endete 1848, als die Patrimonialgerichtsbarkeit aufgehoben wurde und alle Gerichtsbarkeit dem Staat zufiel.

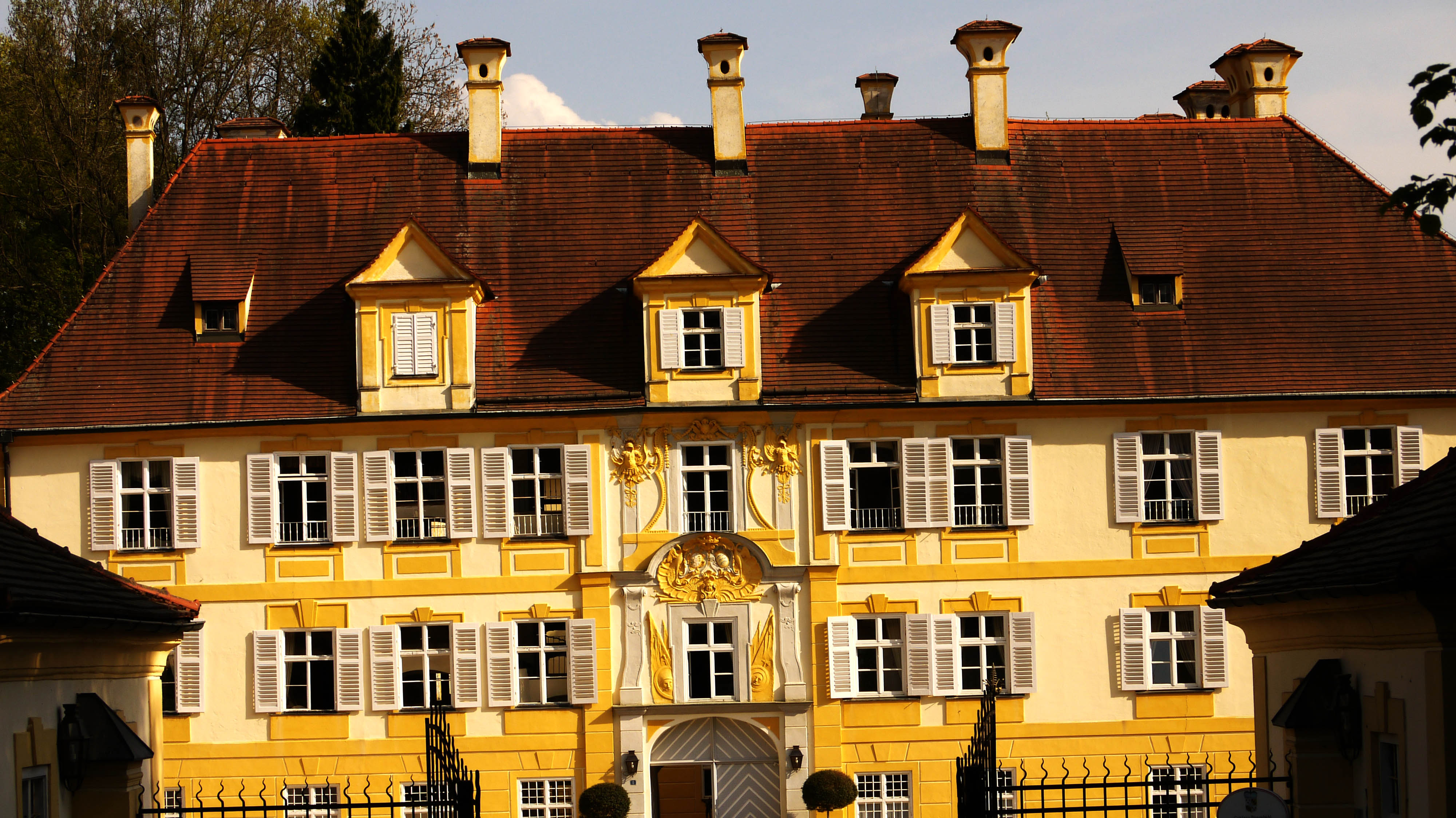
Schloss Frauenbühl

## Schloss Frauenbühl heute
Bereits 1621/22 wurde von Graf Hans Veit II. von Toerring ein Neubau des Schlosses durch den Neuöttinger Stadtmaurer Michael Oettel in Auftrag gegeben. Das heutige Aussehen erhielt Frauenbühl durch Feldmarschall Graf Ignaz von Toerring, der das Schloss 1721–1730 im Barockstil umbauen ließ; er ließ den zweistöckigen Ostflügels bauen und eine Erhöhung der übrigen drei Flügel durchführen. Heute ist es eine dreigeschossige, quadratische, mit Laubengängen versehene Vierflügelanlage um einen Innenhof. Die St. Bartholomäus geweihte Schlosskapelle befindet sich im zweiten Obergeschoss, dieser Bau stammt aus der Zeit um 1500. Auch eine Gartenanlage mit drei Pavillons gehört zu dem Bau. Zu dem Herrensitz Frauenpuechel gehörte neben diversen Höfen und Häusern auch die Kapelle zu den drei Königen von 1532, die heute im Schlosspark liegt. Das Schloss wurde kürzlich renoviert.
Das Schloss befindet sich im Privatbesitz und ist für die Öffentlichkeit nicht zugänglich.